# Ležáky
Ležáky var en liten tjeckisk by, som i dåvarande Tjeckoslovakien – några veckor efter den betydligt mer kända byn Lidice – förintades den 24 juni 1942 av tyska SS-trupper som vedergällning för mordet på riksprotektor Reinhard Heydrich. Till skillnad från Lidice återuppbyggdes inte Ležáky.